# Anouk Nieuwenweg
Anouk Nieuwenweg (Emmen, 20 augustus 1996) is een Nederlandse handbalster die uitkomt in de Duitse competitie voor HSG Bad Wildungen.

## Onderscheidingen
- Rechteropbouwster van het jaar van de Eredivisie: 2011/12[2]